# Thomas G:son

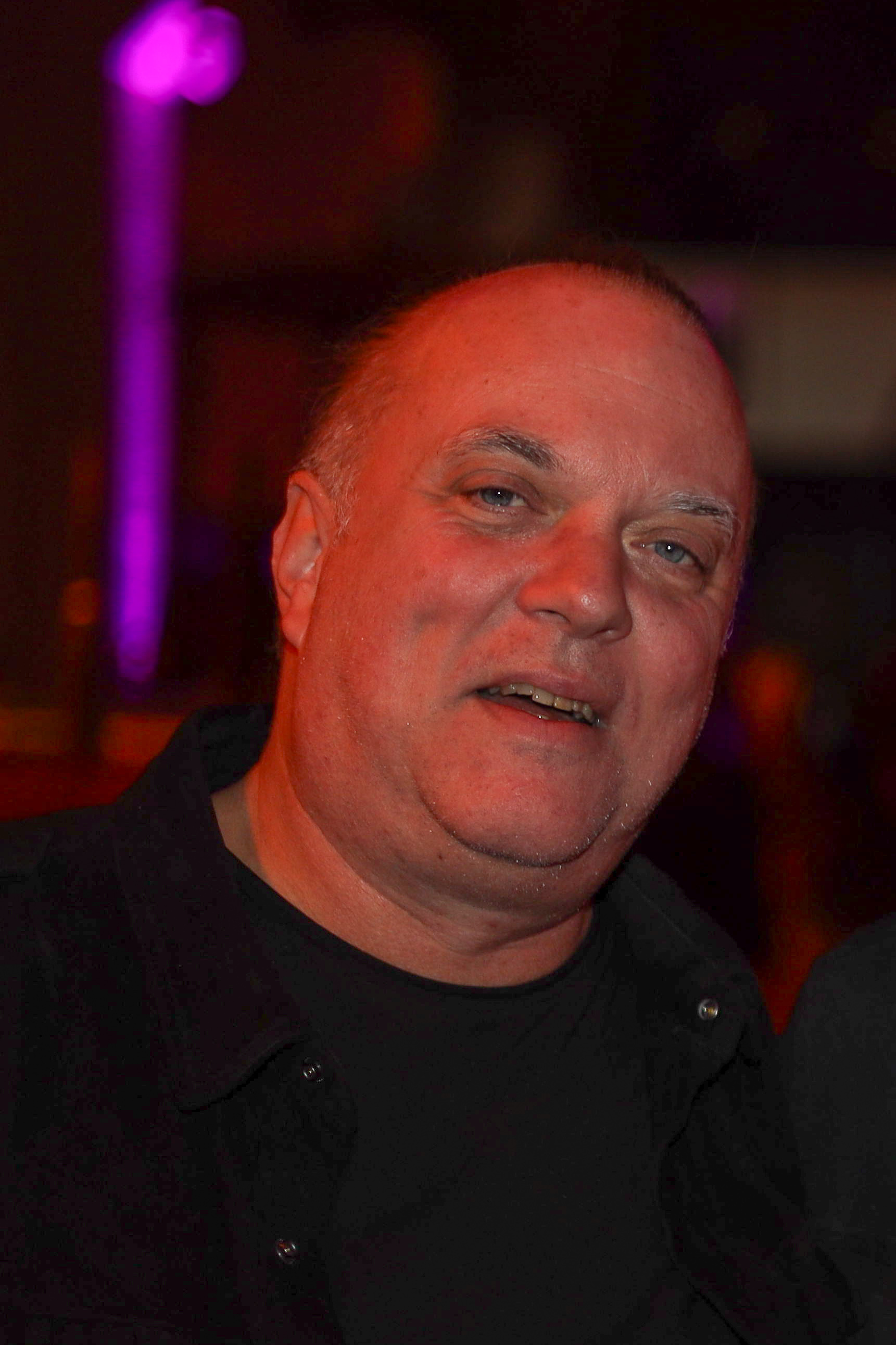
Thomas G:son, 2024

Thomas G:son (eigentlich: Thomas Gustafsson; * 25. Februar 1968 in Skövde) ist ein schwedischer Pop-Komponist und Musiker. Als Komponist nahm er bis 2023 69 Mal am Melodifestivalen sowie 16 Mal am Eurovision Song Contest teil.

## Leben und Karriere
Thomas G:son ist aus Skövde, Västergötland. Er spielt E-Gitarre in der 1988 gegründeten Hard-Rock-/Metal-Band Masquerade. Seit 1998 komponiert er im Popsegment für seinen eigenen Verlag G2 Publishing. Seit dieser Zeit schreibt er Titel für Teilnehmer verschiedener Vorauswahlen zum Eurovision Song Contest. Er komponierte nicht nur für schwedische Musiker, sondern auch für spanische, norwegische, finnische, dänische, polnische, litauische, rumänische, georgische, französische und maltesische Teilnehmer. Von den über 100 aufgeführten Titeln schafften es 16 Titel (Stand: 2023) in den Eurovision Song Contest. Beim Eurovision Song Contest 2012 gelang ihm der Sieg mit dem Titel Euphoria, gesungen von Loreen. Beim Eurovision Song Contest 2023 siegte er mit dem Titel Tattoo zum zweiten Mal, auch diesmal gesungen von Loreen.

## Titel beim Eurovision Song Contest und Ablegern

### Eurovision Song Contest
- 2001: Friends: Listen to your Heartbeat (Schweden, 5. Platz)
- 2006: Carola Häggkvist: Invincible (Schweden, 5. Platz)
- 2007: Guri Schanke: Ven a bailar conmigo (Norwegen, 18. Platz im Halbfinale)
- 2007: D’Nash: Love you Mi Vida (Spanien, 20. Platz)
- 2010: Chanée & Tomas N’Evergreen: In a Moment like This (Dänemark, 4. Platz)
- 2012: Pastora Soler: Quédate conmigo (Spanien, 10. Platz)
- 2012: Loreen: Euphoria (Schweden, 1. Platz)
- 2013: Sopo Gelowani & Nodiko Tatischwili: Waterfall (Georgien, 15. Platz)
- 2015: Nina Sublatti: Warrior (Georgien, 11. Platz)
- 2015: Edurne: Amanecer (Spanien, 21. Platz)
- 2016: Nika Kocharov & Young Georgian Lolitaz: Midnight Gold (Georgien, 20. Platz)
- 2016: Minus One: Alter Ego (Zypern, 21. Platz)
- 2017: Hovig: Gravity (Zypern, 21. Platz)
- 2018: Christabelle: Taboo (Malta, 13. Platz im Halbfinale)
- 2020: Tom Leeb: Mon Alliée (The Best in Me) (Frankreich)
- 2023: Loreen: Tattoo (Schweden, 1. Platz)
- 2025: Parg: Survivor (Armenien)

### Junior Eurovision Song Contest
- 2010: Josefine Ridell: Allt jag vill ha (Schweden, 11. Platz)
- 2014: Julia Kedhammar: Du är inte ensam (Schweden, 13. Platz)

### Melodifestivalen
- 2001: Friends: Lyssna till ditt hjärta / Listen to your Heartbeat (1. Platz)
- 2002: Kikki, Bettan & Lotta: Vem é dé du vill ha? (3. Platz)
- 2002: Barbados: Världen utanför (4. Platz)
- 2003: Sanna Nielsen: Hela världen för mig (5. Platz)
- 2004: Petra Nielsen: Tango Tango (4. Platz)
- 2006: Carola: Evighet / Invincible (1. Platz)
- 2011: Sanna Nielsen: I'm In Love (4. Platz)
- 2012: Loreen: Euphoria (1. Platz)
- 2013: Ulrik Munther: Tell the World I'm Here (3. Platz)
- 2017: Mariette: A Million Years (4. Platz)
- 2019: Mohombi: Hello (5. Platz)
- 2020: Anna Bergendahl: Kingdom Come (3. Platz)
- 2022: Anders Bagge: Bigger Than the Universe (2. Platz)
- 2023: Loreen: Tattoo (1. Platz)
- 2023: Theoz: Mer av dig (5. Platz)
- 2024: Cazzi Opeia: Give My Heart a Break (4. Platz)
- 2025: Klara Hammarström: On and On and On (4. Platz)

*nur Top-5-Platzierungen.

## Verschiedenes
- G:son komponierte bisher für die größte Anzahl an Ländern beim Eurovision Song Contest, insgesamt für acht verschiedene Länder, noch vor dem Griechen Dimitris Kontopoulos, der für sieben verschiedene Länder komponierte. Beide haben aber keine Überschneidungen bei den Ländern, für die sie komponierten.
- der schwedische Beitrag von 2001, Listen to Your Heartbeat, welcher von G:son komponiert wurde, war ein Plagiat des belgischen Beitrags von 1996, Liefde is een kaartspel. Dies wurde 2003 offiziell erklärt.[1]
- die von G:son komponierten Beiträge für Spanien 2012, Quédate conmigo, und 2013 für Georgien, Waterfall ähneln sich von Melodie und Aufbau sehr stark
- der Beitrag Gravity, welchen G:son 2017 für Zypern komponierte wurde häufig mit dem Lied Human vom Rag ’n’ Bone Man verglichen[2]